# Mariánské Lázně
Mariánské Lázně (njem. Marienbad) je lječilišni grad u okresu Cheb i češkoj pokrajini Karlovarski kraj na krajnjem zapadu Češke. Zajedno s obližnjim gradovima Karlovy Vary i Františkovy Lázně, Mariánské Lázně tvore „Zapadnočeški lječiliši trokut”. 
Na gradskom području površine od 51,79 km² je 2022. godine živjelo 12.237 stanovnika stanovnika.
Gradsko središte je jako dobro sačuano i od 1992. god. je proglašeno za češki „rezervat urbanih spomenika”, a  2021. god. UNESCO je prepoznao važnost ovih toplica i stavio je grad na popis mjesta svjetske baštine u Europi, zajedno s još 10 europskih lječilišnih gradova pod nazivom: Veliki lječilišni gradovi Europe.

## Zemljopisne odlike
Mariánské Lázně se nalaze 25 km jugoistočno od grada Cheba i 31 km jugozapadno od grada Karlovy Vary. Istočni dio općine leži na brdovitom kraju Teplá, jugozapadni dio koji je najnaseljeniji je na ravnom dijelu šumovitom podbrđu Češkog gorja (Český les), a sjeverni dio pokriva Slavkov šuma (Slavkovský les). Većina ovog šumskog područja je Zaštićeni krajolik šume Slavkov (Chráněná krajinná oblast Slavkovský les).

## Povijest
Iako je ovo područje naseljeno od davnina, poznato je kako su Češki vladari dinastije Přemyslovići na ovo područje doselili Nijemce u 12. st. Prvi spomen naselja je selo Úšovice iz 1273. god., a ljekoviti izvori na posjedu Opatije Teplá se spominju kao Auschowitzer vrela 1341. god. 
Tek zalaganjem Josefa Nehra, liječnika opatije, koji je od 1779. do svoje smrti 1820. godine naporno radio na dokazivanju ljekovitosti izvora, voda se počela koristiti u medicinske svrhe. Ime Marienbad prvi put se pojavilo 1786. godine, 1818. godine postaje pojilište, a 1868. dobiva status grada.
Do početka 20. stoljeća iz Marienbada se godišnje izvozilo oko 1.000.000 boca mineralne vode. Voda iz Izvora Križa (Kreuzquelle, Křížový pramen) je isparavana, a konačni proizvod prodavan je kao laksativ pod imenom sal teplensis. Moderno lječilišno mjesto osnovali su opati Opatije Teplá, posebice Karl Kaspar Reitenberger, koji je također kupio neke od okolnih šuma kako bi ih zaštitio. Negostoljubiva močvarna dolina pretvorena je u krajolik parka s kolonadama, neoklasicističkim zgradama i paviljonima oko izvora.
Potom je uslijedilo drugo razdoblje rasta, tzv. zlatno doba grada između 1870. i 1914. god. kada su izgrađeni ili pregrađeni mnogi novi hoteli, kolonade i druge zgrade od starijih kuća. Godine 1872. grad je dobio željezničku vezu s gradom Chebom, a time i s cijelom Austro-Ugarskom i ostatkom Europe. Grad je ubrzo postao jedno od najboljih europskih lječilišta, popularno među uglednim osobama i vladarima koji su mu se često vraćali. U to vrijeme godišnje je dolazilo oko 20.000 posjetitelja. Također je bilo popularno odmaralište i mjesto za odmor europskih rabina i njihovih hasidskih sljedbenika, udovoljavajući njihovim potrebama košer restoranima, vjerskim molitvenim službama itd.. Prvi golf teren u gradu otvorio je 1905. britanski kralj Eduard VII.., koji je ondje boravio na liječenju, te je stoga najstariji postojeći golf teren u Češkoj i ovom dijelu Europe.
Marienbad je ostao popularno odredište između Prvog i Drugog svjetskog rata, nakon čega je većina njemačkog govornog gradskog stanovništva protjerana, a njihova imovina je prema unaprijed donesenima Benešovim dekretima konfiscirana. Nakon komunističkog državnog udara 1948., Mariánské Lázně je zatvoren za većinu stranih posjetitelja. Poslije Baršunaste revolucije 1989. god. uloženo je puno truda da se gradu vrati njegov izvorni karakter. Danas je to lječilište i popularno odmaralište zahvaljujući svom položaju među zelenim planinama Slavkovský les i Český les, sportskim sadržajima i blizini drugim toplicama, kao što su Karlovy Vary i Františkovy Lázně.

## Znamenitosti
Najveća znamenitost grada je njgovih 100 mineralnih vrela (od kojij je 53 tapirano) s visokim postotkom ugljikova oksida i željeza, koji zajedno daju oko 600 l/min. Mnogi izvori su natkriveni paviljonima ili okruženi kolonadama, kao što su:
- Izvor Križa (Křížový pramen), monumentalni paviljon s kupolom na kojoj se nalazi križ, okružen s kolonadom od 72 jonska stupa (1812.-1826.).
- Rudolfovo vrelo (Rudolfův pramen), drveni paviljon iznda izvora.
- Karolinino vrelo (Karolinin pramen) okruženo kolonadom iz 1869. god.
- Ferdinandovo vrelo (Ferdinandův pramen) se flašira pod etiketom Excelsior.
- Ambrožovo vrelo (Ambrožovy prameny)
- Šumsko vrelo (Lesní pramen)
- Pjevajuća fontana (Zpívající fontána) na kolonadi lječilišta.

Od ostalih znamenitosti grada ističu se:
- Gradski muzej na Goetheplatzu sa susjednim geološkim parkom.
- Rimokatolička dekanatska Crkva uznesenja Marijina (1848.) Johanna Gottfrieda Gutensohna
- Evanđeoska crkva Corpus Christi svečano je otvorena 1857. godine.
- Park minijatura Boheminium Park na istoku grada.
- Anglikanska crkva izgrađena je 1879. god. u stilu engleske seoske crkve. Dala ju je izgraditi udovica Johna Scotta, gosta toplica iz Rodona, koji je umro u toplicama 1867. god. Arhitekt iz Londona, William Burges, projektirao je zgradu, a izveo ju je lokalni majstor, Friedrich Zieckler. * Chopinova kuća, u kojoj se nalazi i turistički ured, je nazvana po skladatelju Frédéricu Chopinu koji je 1836. god. živio u kući koja se tada zvala „Bijeli labud” i jedna je od najstarijih zgrada u Mariánské Lázně.

- Znamenitosti Františkovy Lázně
- Paviljon Križnog vrela na šetalištu
- Hotel Nove Lazne
- Pogled unutar kolonade od lijevanog željeza iz 1869.
- Kolonada Ferdinandovog vrela
- Crkva Uznesenja Marijina
- Anglikanska crkva
- Željeznički kolodvor Marianske Lazne

## Vanjske poveznice
|  | Zajednički poslužitelj ima još gradiva o temi Mariánské Lázně |